# يعقوب توموري
يعقوب توموري (بالإنجليزية: Jacob Tomuri)‏ هو ممثل نيوزلندي، ولد في 4 ديسمبر 1979 في نيوزيلندا.

## أعمال

### أفلام
- (2003) بيتر بان[2][3]

## وصلات خارجية
- يعقوب توموري على موقع IMDb (الإنجليزية)
- يعقوب توموري على موقع قاعدة بيانات الفيلم (الإنجليزية)